# Ertuğrul Gazi
|  | Aquest article tracta sobre cap turc. Vegeu-ne altres significats a «Ertogrul (príncep)». |

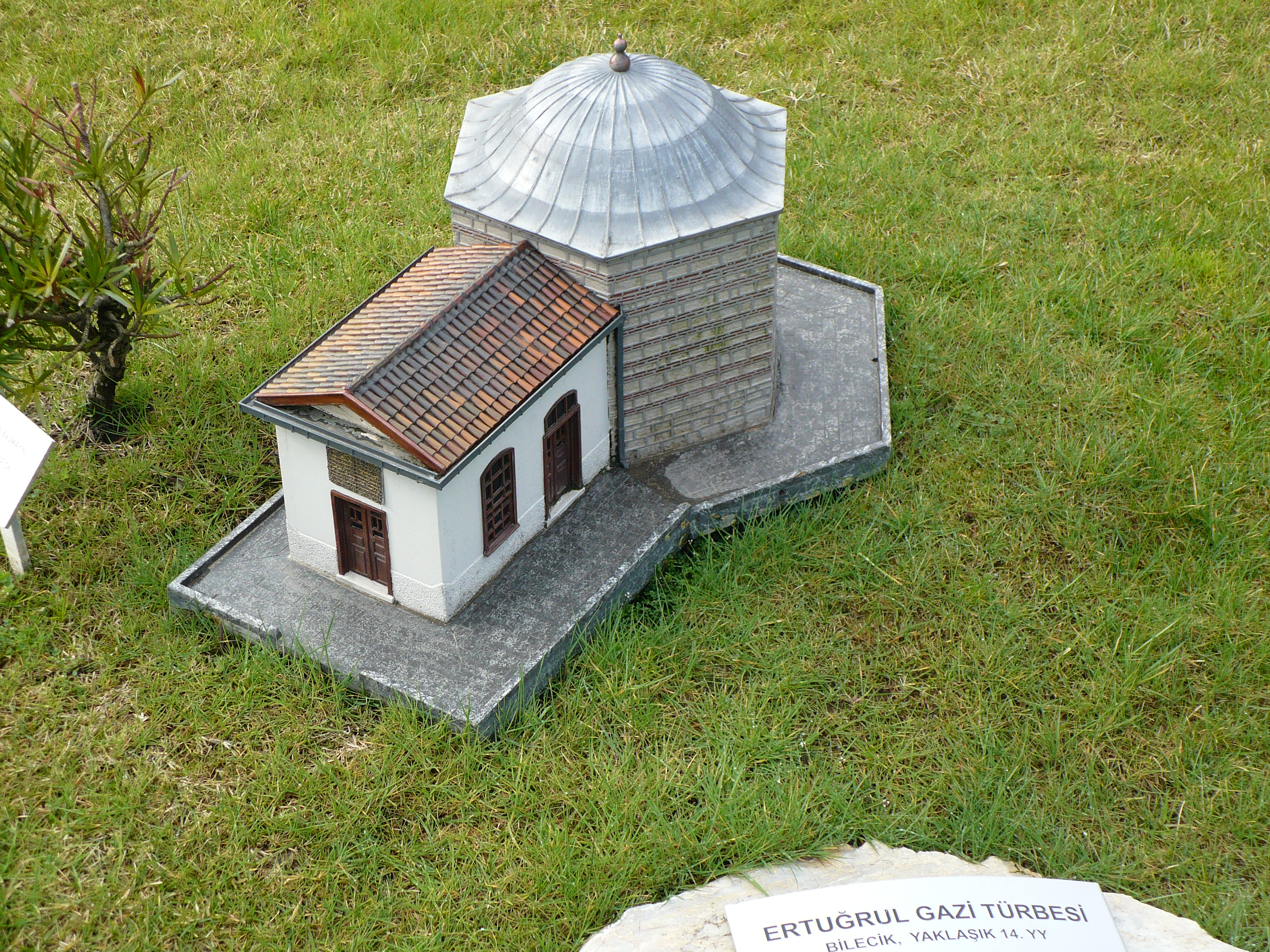
Ertuğrul Gazi Türbesi (Mausoleu) a Söğüt, Turquia.

Ertuğrul (turc otomà ارطغرل, també Ertogrul Gazi, abans escrit Ertoghrul) (Akhlat 1191/1198 – Söğüt 1281) fou un suposat cap turcman del clan Kayı dels oghuz, pare d'Osman I, fundador de l'emirat osmànlida o otomà. Va governar 52 anys i va morir el 1281. El seu nom es va donar a una fragata de la marina otomana i a un sandjak del vilayat de Bursa. Söğüt fou la primera capital d'Osman I (1299). Va deixar tres fills, Osman, Savdji i Gündüz.

## Biografia
A començaments del segle xiii la tribu turca dels Kayı, que formava part de l'horda turca dels Oghuz, fugí de l'Àsia central arrasada pels mongols. El 1227 Süleyman Shah, cabdill de la tribu i pare d'Ertuğrul Gazi, morí ofegat mentre travessaven la riba de l'Eufrates en la seva fugida.
Una segona tradició diu que Ertoghrul amb Gündüz Alp i Gök Alp, va acompanyar al sultà de Konya Ala al-Din Kaykubad fins a un lloc proper a Eskişehir i va lluitar en aquest temps amb valentia; quan el sultà va retornar per fer front a un atac mongol, Ertoghrul va conquerir el districte de Söğüt (abans escrit Söğut). Complements d'aquesta versió són que havia vingut a territori de Rum amb 340 cavallers, i que s'havia establert a Karadja Dagh al sud d'Ankara, que va conquerir Karadja-Hisar a 10 km al sud-oest d'Eskişehir i que va morir amb 93 anys. En una versió Gündüz Alp no és el seu associat sinó el seu pare. Una versió el fa cap dels Kayı.
L'arribada a Anatòlia d'Ertogrul se situaria vers 1227. A partir del 1227 Ertuğrul Gazi es convertí en el nou cabdill de la tribu turca dels Kayı. Conduí la seva tribu en una migració fins a la Península d'Anatòlia, que es trobava sota el poder de la dinastia seljúcida. Aquests li donaren permís per assentar-se en el seu territoris i Ala ad-Din Kay Qubadh I, el soldà seljúcida del Soldanat de Rum li concedí les terres de Karaca Dağ, una muntanya pròxima a Angora (actualment Ankara).
El 1231 conquerí la ciutat romana d'Orient de Söğüt i la tribu emigrà cap aquella àrea. El 1243, els exèrcits seljúcides foren derrotats pels mongols i el poder de l'imperi es desintegrà lentament. El 1281, després de la seva mort, el cabdillatge de la tribu recaigué en el seu fill, Osman I, que el 1290 s'independitzà del domini mongol i el 1299 convertí Söğüt en capital de l'Imperi Otomà.